# انور جیباوی
انور جیباوی (انگلیسی: Anwar Jibawi؛ زادهٔ ۹ آوریل ۱۹۹۱)، شخصیت اینترنتی فلسطینی-آمریکایی است. او بازیگر و کمدینی است که بیشتر به خاطر ویدئوهای طنزش در یوتیوب معروف شده‌است وی قبلاً در واین فعالیت می‌کرد.